# Chen Qian (royaume de Wei)
Pour les articles homonymes, voir Chen Qian.
Chen Qian (chinois simplifié : 陈骞 ; chinois traditionnel : 陳騫 ; pinyin : Chén Xiān) est le « Général qui pacifie l’Est » des Wei. Pendant la rébellion de Zhuge Dan, il seconde Wang Ji (王基) dans le commandement de l’avant-garde d’une armée de 260 000 hommes. Il contribue à la répression de la rébellion et combat les armées Wu avec succès. 
Il est plus tard nommé brigadier général des Chars et de la Cavalerie pour les Jin.
Son père est Chen Jiao (Jibi) 陳矯 (季弼), un personnage politique important du royaume Wei. 
Il apparait dans certaines sources sous le nom de Chen Xuan (陳鶱) et son nom peut aussi être stylisé en Xiuyuan (休淵).